# Twents volkslied
Das Twents volkslied (Hymne von Twente) ist die Hymne der niederländischen Region Twente. Der Text wurde 1926 von dem Heimatforscher Jacobus Joännes van Deinse aus Enschede verfasst, auf den auch der Entwurf der Flagge und des Wappens der Region zurückgeht. Die Melodie entstammt dem deutschen Studentenlied Ergo bibamus, das van Deinse in einem Enscheder Industriellenclub kennengelernt hatte. Eine Version der Hymne im regionalen Dialekt Twents wurde von dem Schriftsteller Gerard Vloedbeld verfasst.

## Text auf Niederländisch
Er ligt tussen Dinkel en Regge een land
Ons schone en nijvere Twente
Het land van de arbeid het land der natuur
Het steeds onvolprezene Twente
Daar golft op de essen het goudgele graan
Doet 't snelvlietend beekje het molenrad gaan
Daar ligt er de heide in 't paarsrode kleed
|: Dat is ons zo dierbare Twente :|
Waar  Twickel zijn torens uit't eikenloof heft
De Lutte zijn heuvels doet blinken
De paasvuren branden alom in't rond
En 't landvolk de kersthoorn laat klinken
Daar stroomt onze Dinkel zo heerlijk door 't land
Door bossen en velden, langs't Losserse zand
Daar rust er ons oog van der heuvelentop
|: Op 't heerlijke landschap ons Twente :|
De rookwolk, die stijgt aan de horizon op
Die wijst ons de nijvere steden
Met mensen arbeidzaam en degelijk, bewoond
De zetels van 't krachtige heden
Daarbuiten in boerschap op heide en veld
Daar wordt nog de sage en 't sprookje verteld
Daar rust de Tubanter in't heuvelig graf
|: 't Verleden naast 't heden van Twente :|
En voert ons het lot ook uit Twente soms weg
Wij blijven het immer gedenken
Geen andere landstreek hoe schoon ze ook zij
Kan 't zelfde als Twente ons schenken
Wij drukken elkaar in de vreemde de hand
Gedenkend ons klein, maar zo dierbare land
En moge ons huis in de vreemde ook staan
|: Ons hart blijft toch altijd in Twente :|

## Text auf Twents
Dôar lig tuss'n Déénkel en Regge 'n laand
oons mooie en neerige Twèènte
't Laand van katoen en 't laand van d'n es
den greun is in wéénter en lèènte.
Doar ruust de rouw op d'n kaamp in de wéénd
geet 't rad van de möl in de bekke gezwéénd
Dôar steet nöast d'n eek'n d'n beuk en de dan
|: Dat is oons zo leeve land Twèènte :|
Woar Twickel zien' toorns oet 't eek'nloof beurt,
de Lutte zien baarge döt bléénk'n
'n Boak'n in de boerschop op poas'n nog braandt,
't jonkvolk nog den hoorn löt kléénk'n.
Dôar kronkelt den Déénkel zo mooi deur 't laand,
deur brook en deur buske en 't Loslkerse zaand.
Dôar zitte wiej geern op 't töpk'n van de barg,
|: en kiekt is hoo mooi is ons Twèènte :|
De rookwolk'n daampt an den horizon op,
Dôar li'jt oonze greujende steed'n.
Dôar drönt de masien' en dôar rettelt de töw,
da's Twèènte zien krachtige heden.
Um 'n heerd in de boerschop as 't griezelt op 't veld,
dôar wödt nog van vrogger de deunkes verteld.
Dôar röst om de beelten den Saks en tubant,
|: 't Verleden noast 't heden van Twèènte :|
En hew mangs van doon um oet Twèènte te goan,
weij blieft an oons Tukkerlaand dèènk'n,
gen' aandere laandstrek, ho mooi offe is,
kan 't zölfde as Twèènte ons schèènk'n.
Wiej doot in den vrömd'n mekaander de haand
geft datied mekaa in de sproak van ons laand,
al rookt oonz'n schossteen biej 't volk oaver zee,
|: oons hat blif toch aaltied in Twèènte :|

## Deutsche Übersetzung
Es liegt zwischen Dinkel und Regge ein Land
Unser schönes und fleißiges Twente,
Das Land der Arbeit, das Land der Natur
Unser stets gepriesenes Twente
Dort winkt auf den Feldern das goldene Korn
Am schnell fliessenden Bach das Mühlrad sich dreht
Dort liegt die Heide im roten Kleid
|: Das ist unser so kostbares Twente :|
Wo Twickel seine Türme aus dem Eichenlaub hebt
Wo De Lutte seine Hügel leuchten lässt
Die Osterfeuer rundherum brennen
Und das Landvolk das Adventshorn erklingen lässt
Wo unsere Dinkel so herrlich durch das Land strömt
Durch Wälder und Wiesen, entlang dem Lossersen Sand
Dort geht der Blick von der Hügelkuppe
|: Über die herrliche Landschaft, unsere Twente :|
Die Rauchwolke, sie steigt am Horizont auf,
Zeigt uns die geschäftigen Städte
Von fleißigen und redlichen Menschen bewohnt
Orte der kraftvollen Gegenwart
Dort draußen in der Bauerschaft auf Heide und Feld
Werden noch Sage und Märchen erzählt
Dort ruht der Tubanter im hügeligen Grab
|: Das Vergangene neben dem Heute in Twente :|
Und führt uns das Schicksal auch von Twente fort
Wir werden uns ihr immer erinnern
Keine andere Landschaft, wie schön sie auch sei
Kann uns das gleiche bedeuten wie Twente
Wir reichen uns auch in der Fremde die Hand
Gedenken unserem kleinen, aber so geliebten Land
Und mag unser Haus auch in der Fremde stehen
|: Unser Herz bleibt doch immer in Twente :|